# Heinrich Schmidhuber (Bergmann)
Heinrich Schmidhuber (* 19. September 1811 in Freiberg; † 14. Januar 1867 in Schneeberg (Erzgebirge)) war ein deutscher Bergbeamter aus dem sächsischen Erzgebirge.

## Leben
Schmidhuber wurde als Sohn des Schichtmeisters Johann Friedrich Schmidhuber in der sächsischen Bergstadt Freiberg geboren. Da sein Vater die Stelle des Zwitterstocksfaktors in Altenberg übernahm, wuchs er im oberen Osterzgebirge auf und besuchte in seiner neuen Heimatstadt die Volks- und anschließend die Bürgerschule. Anschließend ging er, beginnend mit dem Lehrjahr 1830/1831, zum Studium an die Bergakademie Freiberg, nach deren Abschluss er Ganghäuer auf der Grube Himmelsfürst wurde. Während seiner dortigen Tätigkeit entwickelte er den Gedanken zur geognostisch-bergmännischen Untersuchung von Südkarolina, die er während seines Urlaubs tatsächlich auch vornahm. In Amerika entstand das Reimbuch Plötziade mit dem Untertitel Weite Fahrten und Lebensereignissen Des Herrn Plötz so sich des Bergwerks beflissen Und von Amerika bis nach China hinein Manch' löbliches Bergwerk bracht' auf die Bein, das er 1847 anonym in Freiberg bei J. G. Engelhardt verlegen ließ. Dieses Buch basiert auf Schmidhubers Erfahrungen über die damaligen Zeitumstände im sächsischen Bergbau, die er in satirischer Weise dem fiktiven Bergmann Leberecht Plötz in den Mund legte.
Aus Amerika zurückkehrt wurde Schmidhuber Ganghäuer in Kleinvoigtsberg, danach Untersteiger und schließlich Vizeobersteiger. 1837 ging er nach Geyer und Ehrenfriedersdorf, wo er zum Berggeschworenen gewählt und als Zinnwaagemeister und Eisensteinmesser tätig wurde. Die letzte Station seiner beruflichen Laufbahn war Schneeberg, wo er als Berggeschworener wirkte. In dieser Zeit publizierte er 1856 gemeinsam mit H. Müller eine Gangkarte über die nächste Umgegend von Schneeberg.
Zwischenzeitlich hatte er noch eine Forschungsreise nach Norwegen unternommen, wo ihm zeitweise die Oberleitung der Nickel- und Kobaltgruben in Snarum oblag.